# Belmont Stakes
Belmont Stakes é a terceira prova da Tríplice Coroa dos EUA  disputada em Belmont Park, hipódromo localizado em Elmont, Nova Iorque, após o Kentucky Derby e após o Preakness Stakes. Como é a última corrida da coroa, é chamada também de Test of the Champion.
Corrido pela primeira vez em 1826. Desde 1926, a distância da prova é em 2.400m (miha e meia) em pista de areia. A prova era corrida no "English style" ou seja, no sentido horário até 1921, quando passou a ser corrida no estilo Americano, ou seja, anti-horário.
A participação no Belmont Stakes está entre os principais campeonatos americanos de corrida de cavalos. A edição de 2004 do Belmont Stakes atraiu uma audiência de televisão de 21,9 milhões de telespectadores, e teve a maior taxa de audiência doméstica desde 1977, quando Seattle Slew ganhou a Tríplice Coroa.

## História

### 1868-1929: primeiros anos

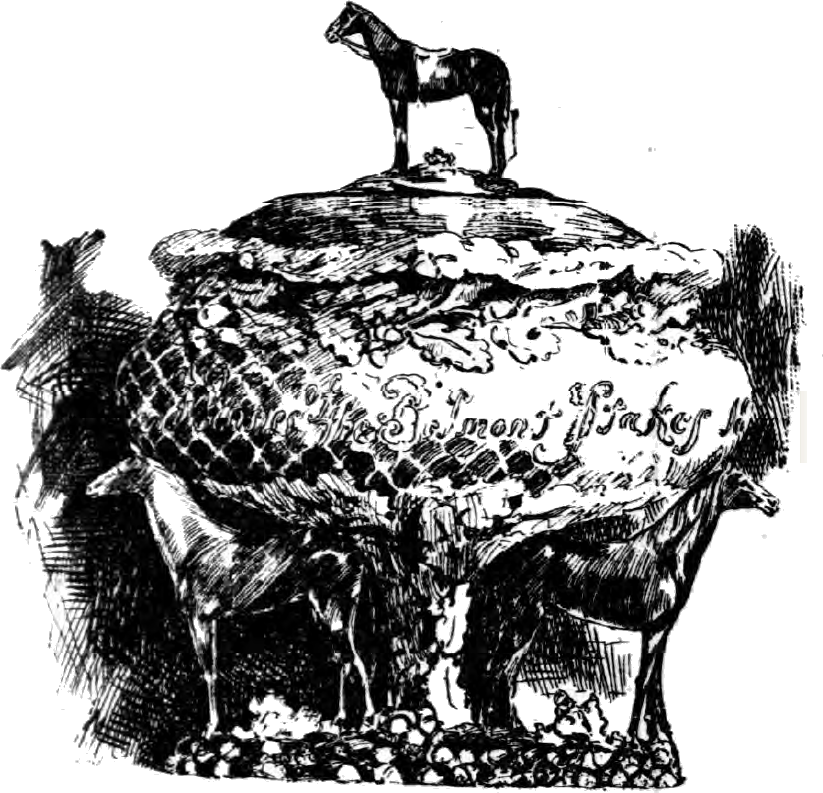
August Belmont Trophy, dado anualmente ao vencedor desde 1926.

O primeiro Belmont Stakes foi realizado no Jerome Park Racetrack, no Bronx, construído em 1866 pelo especulador do mercado de ações Leonard Jerome (1817–1891) e financiado por August Belmont Sr. (1816–1890), para quem a corrida foi nomeada. A primeira corrida em 1867 viu a égua Ruthless vencer, enquanto no ano seguinte o vencedor foi General Duke. A corrida continuou a ser realizada no Jerome Park até 1890, quando foi transferida para uma instalação próxima, o Morris Park Racecourse. A corrida de 1895 quase não foi realizada por causa das novas leis que proibiram apostas em Nova York: acabou sendo finalmente remarcada para 2 de novembro. A corrida permaneceu no Morris Park Racecourse até a abertura do novo Belmont Park em maio de 1905. Quando a legislação anti-jogo foi aprovada no Estado de Nova York, Belmont Racetrack foi fechado, e a corrida foi então cancelada em 1911 e 1912.
O primeiro vencedor da Tríplice Coroa foi Sir Barton, em 1919, antes de a série ser reconhecida como tal. Em 1920, o Belmont foi vencido pelo grande Man o'War, que acabou estabelecendo novas marcas e recordes.
A partir de 1926, o vencedor do Belmont Stakes foi presenteado com o August Belmont Trophy. O proprietário pode manter o troféu por um ano e também recebe uma miniatura de prata para uso permanente.

### 1930-2000: Evolução da série Triple Crown
O termo Triple Crown foi usado pela primeira vez quando Gallant Fox venceu as três corridas em 1930, mas o termo não entrou em uso generalizado até 1935, quando seu filho Omaha repetiu o feito. Sir Barton foi então homenageado retroativamente. Desde 1931, a ordem das corridas da Triple Crown tem sido o Kentucky Derby primeiro, seguido pelo Preakness Stakes, e depois o Belmont Stakes. Antes de 1931, o Preakness foi executado antes do Derby onze vezes. Em 12 de maio de 1917 e novamente em 13 de maio de 1922, o Preakness e o Derby foram realizados no mesmo dia. Em onze ocasiões, o Belmont Stakes foi executado antes do Preakness Stakes. A data de cada evento é agora definida pelo Kentucky Derby, que acontece sempre no primeiro sábado de maio. O Preakness Stakes atualmente é realizado duas semanas depois; e o Belmont Stakes é realizado três semanas após o Preakness (cinco semanas após o Derby). A primeira data possível para o Derby é 1 de maio e a última é 7 de maio; a data mais próxima possível para o Belmont é, portanto, 5 de junho, e a mais distante é 11 de junho.

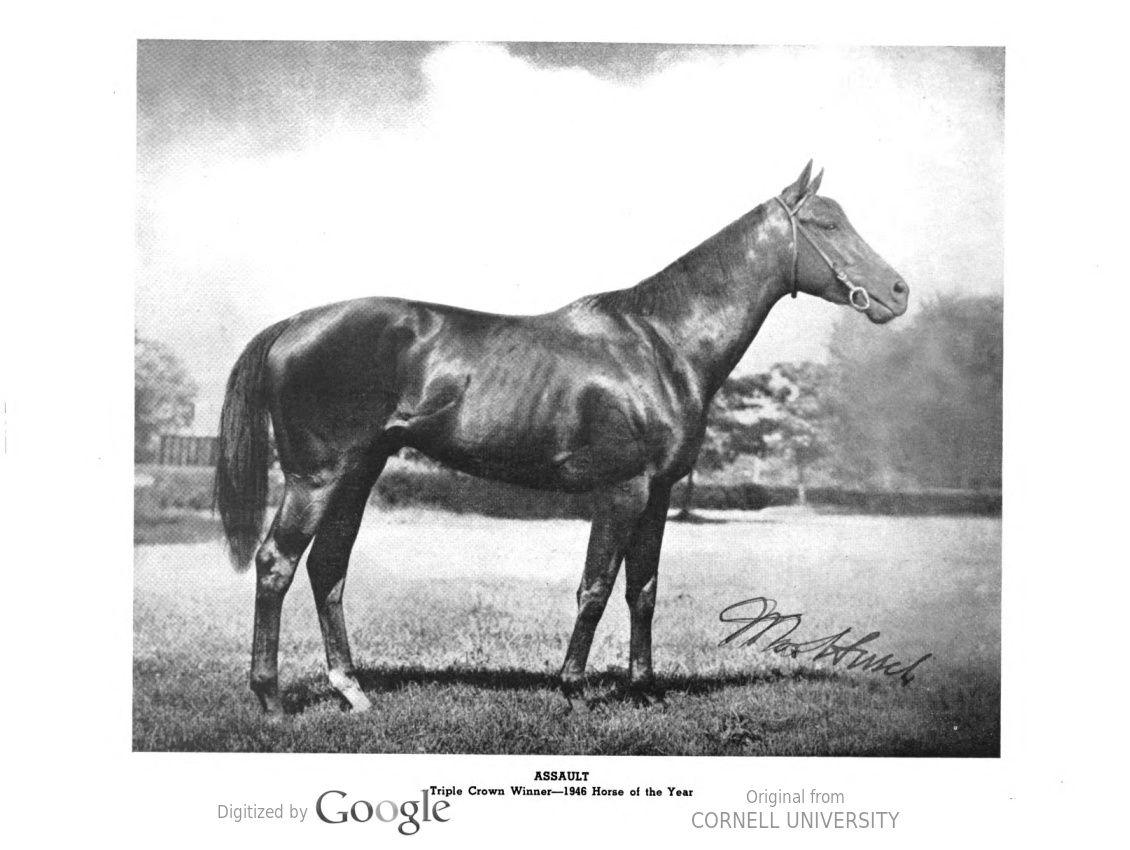
Assault, vencedor da Triple Crown de 1946

Em 1937, War Admiral tornou-se o quarto vencedor da Tríplice Coroa depois de vencer o Belmont em um novo recorde de tempo de 2min28s. Na década de 1940, quatro vencedores da Tríplice Coroa se seguiram: Whirlaway em 1941, Count Fleet em 1943, Assault em 1946 e Citation em 1948. Count Fleet venceu a corrida com uma margem de vinte e cinco corpos de vantagem na época. Ele também estabeleceu um recorde de tempo empatado com Citation. Em 1957, o recorde de apostas foi quebrado na vitória de Gallant Man.
A corrida Belmont Stakes foi disputada no Aqueduct Racetrack entre os anos de 1963 e 1967, enquanto a pista em Belmont estava sendo restaurada e renovada.
A maior presença de público do século XX foi em 1971, quando mais de 80 000 pessoas estiveram presentes, suplementadas pela comunidade latina da cidade para animar o seu novo herói, Cañonero II, o potro venezuelano que venceu o Kentucky Derby e o Preakness Stakes e estava pronto para vencer a Triple Crown dos Estados Unidos. No entanto, devido a uma infecção no pé que incomodou o cavalo por vários dias, Cañonero II não conseguiu vencer a Triple Crown, terminando a corrida em 4º lugar atrás de Pass Catcher, montado por Walter Blum. Apesar desta perda, Cañonero II foi nomeado o vencedor do primeiro Eclipse Award por Outstanding Three-Year-Old Male Horse.
Em 9 de junho de 1973, Secretariat venceu os Belmont Stakes por 31 corpos de vantagem, em um tempo recorde de 2m24s, tornando-se um campeão da Tríplice Coroa, colocando assim um fim em uma lacuna de 25 anos entre ele e Citation, vencedor da Triple Crown em 1948. Em 1977, Seattle Slew tornou-se o primeiro cavalo a vencer a Triple Crown enquanto invicto. Affirmed foi o último vencedor da Tríplice Coroa no século XX, em 10 de junho de 1978. Montado por Steve Cauthen de 18 anos, Affirmed tinha como rival Alydar com Jorge Velasquez no seu dorso. Em 1988, o filho do Secretariat, Risen Star, ganhou o Belmont com 2m26s, então o segundo melhor tempo na história da corrida. No ano seguinte, o Easy Goer baixou a marca ainda mais.

### 2001 – presente: anos recentes

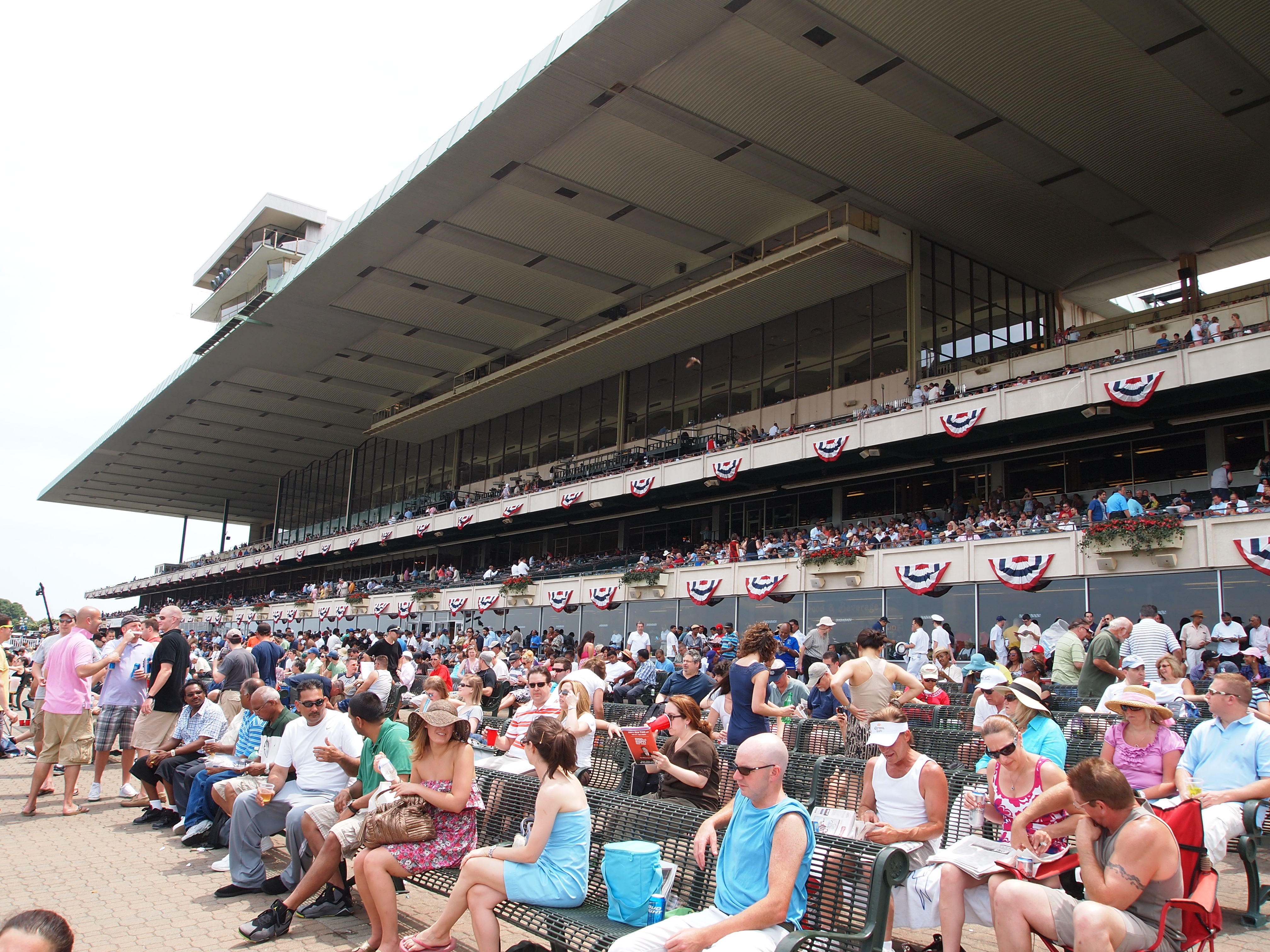
Público acompanha prova em 2010

Por três anos seguidos, os cavalos chegaram ao Belmont Stakes com chance de uma tríplice e falharam. Em 2002, o Belmont Park recebeu o que era então o maior público da sua história, quando 103.222 viram War Emblem perder para Sarava após ficar para trás no início. Em 2003, 101.864 pessoas assistiram Funny Cide terminar em terceiro atrás de Empire Maker. Em 2004, o recorde de público foi quebrado quando 120.139 pessoas viram Smarty Jones ser superado por Birdstone.
Em 2007, Rags to Riches se tornou a primeira égua a ganhar a corrida desde Tanya em 1905. Três outras tentativas fracassadas de Triple Crown se seguiram: em 2008, Big Brown perdeu para Da 'Tara; em 2012, I'll Have Another foi retirado devido a uma lesão; e em 2014, a California Chrome foi superada por Tonalist. Isso alimentou o debate sobre se a série precisava ser mudada, por exemplo, alongando o período entre as corridas.
American Pharoah venceu a corrida de 2015, tornando-se o 12º cavalo da história a conquistar a Triple Crown e a primeira em 37 anos. A multidão naquele ano foi limitada pela primeira vez, para 90.000 pessoas. Seu tempo de 2m26s65 foi o sexto mais rápido na história do Belmont Stakes, e o segundo mais rápido para um vencedor do Triple Crown.
Em 2020, a 152.ª corrida do Belmont Stakes ocorreu sem público no local em 20 de junho de 2020. A data original era 6 de junho, mas foi remarcada por causa da pandemia de COVID-19. Antes do anúncio, várias datas foram consideradas, mas a decisão final ocorreu apenas depois que as outras três grandes corridas definiram suas respectivas datas: o Kentucky Derby reagendado para 5 de setembro, o Preakness Stakes se movendo para 3 de outubro e a Breeders' Cup marcada para 7 de novembro. O governador Andrew Cuomo, de Nova York, anunciou em 16 de maio que as corridas de cavalos em todo o estado, incluindo o Belmont Park, teriam permissão para retomar disputas sem público em 1º de junho. A corrida de 2020 também marcou a primeira vez na história que o Belmont Stakes serviu como prova de abertura da Tríplice Coroa, com sua distância de corrida reduzida para 1.125 milhas. O vencedor da corrida foi Tiz the Law.

#### Mudança temporária para Saratoga
Em 6 de dezembro de 2023, a governadora do estado de Nova York, Kathy Hochul, anunciou que a edição de 2024 do Belmont Stakes seria realizada em um sábado, 8 de junho, no Hipódromo de Saratoga, devido à construção e reformas em andamento no Belmont Park. O valor da premiação da corrida foi aumentado para US$ 2 milhões e, dependendo da aprovação do American Graded Stakes Committee, será disputada em uma distância menor do que o habitual devido ao tamanho menor da pista de terra de Saratoga.
Em março de 2024, a New York Racing Association anunciou que a edição de 2025 também foi transferida para Saratoga, enquanto se aguarda a aprovação regulatória.

## Tradições
O Belmont Stakes é tradicionalmente chamado de "O Teste do Campeão" por causa de seu comprimento de 1,5 milhas - de longe a mais longa das três corridas da Tríplice Coroa e uma das mais longas para uma corrida de primeira classe nos Estados Unidos. É também conhecido como "A Corrida para os Cravos" porque o cavalo vencedor é coberto com um manto de cravos brancos após a corrida, de forma semelhante ao manto de rosas e black-eyed Susan para o Derby e Preakness, respectivamente. O ganhador é cerimonialmente presenteado com o troféu do vencedor de prata, projetado por Paulding Farnham para a Tiffany & Co.. Foi apresentado pela primeira vez a August Belmont Jr. em 1896 e doado pela família Belmont para apresentação anual em 1926.

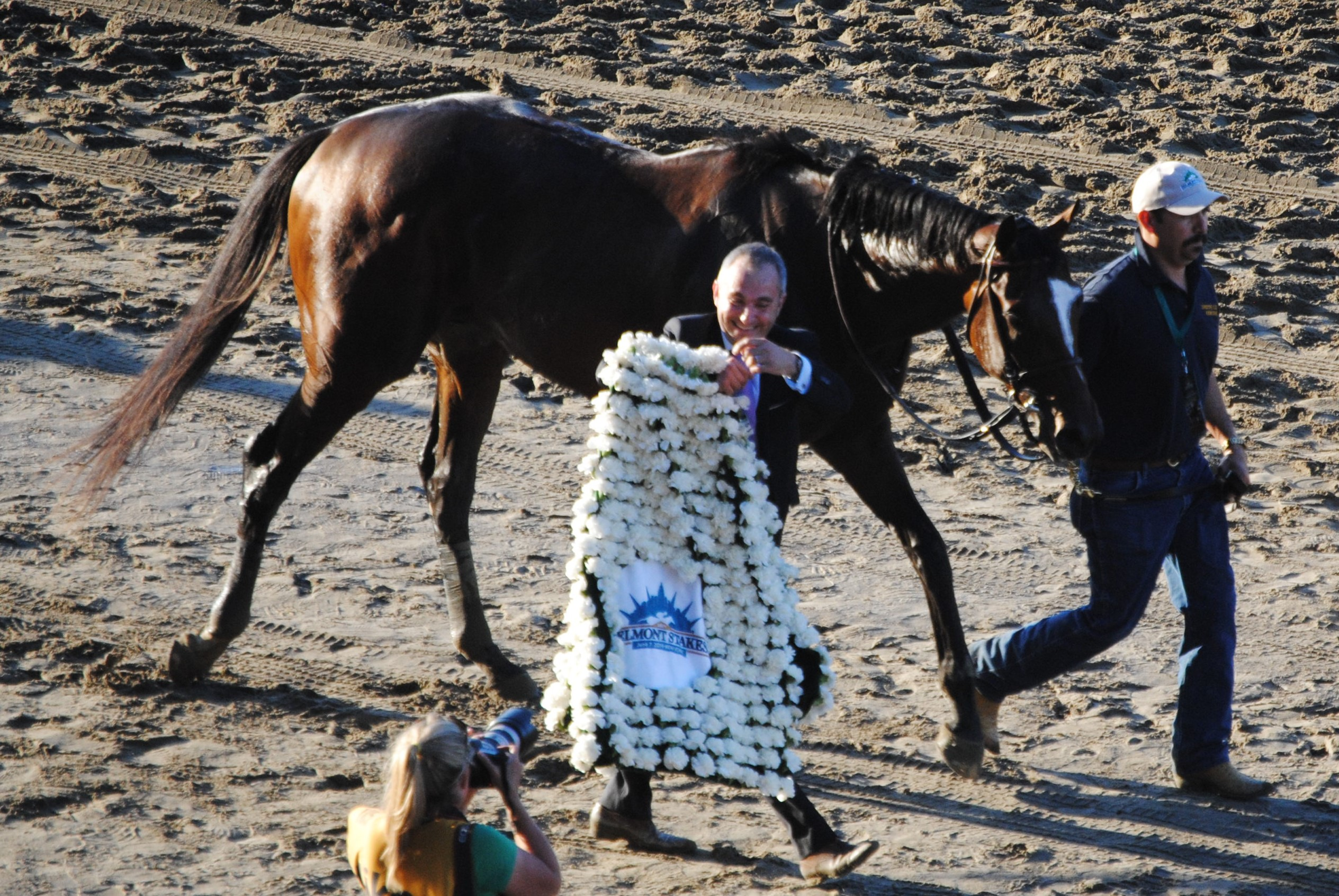
O cobertor do vencedor, feito de cravos brancos

Apesar do fato de que o Belmont Stakes é a mais antiga das corridas da Tríplice Coroa, suas tradições estão mais sujeitas a mudanças. Até 1996, a música pós-parada era "The Sidewalks of New York ". De 1997 a 2009, a música foi mudada para transmitir uma gravação de Frank Sinatra do "Theme from New York, New York", em uma tentativa de atrair os fãs mais jovens. Em 2010, a música foi mudada para "Empire State of Mind" de Jay-Z antes de reverter para "Theme from New York, New York " de 2011 até os dias atuais. Esta tradição é semelhante ao canto da canção do estado nas pós-paradas das duas primeiras corridas da Tríplice Coroa: "My Old Kentucky Home" no Kentucky Derby e "Maryland, My Maryland" no Preakness Stakes. A mudança de música deu origem ao "mito de Mamie O'Rourke", uma referência a um personagem nas letras de "The Sidewalks of New York". Antes de American Pharoah ganhar a Triple Crown em 2015, alguns afirmaram que a mudança da música oficial do Belmont "amaldiçoou" a Triple Crown e foi por isso que nenhum cavalo ganhou desde Afirmed em 1978. Outros observam que não houve vencedor da Triple Crown entre 1979 e 1996, embora "Sidewalks" ainda fosse tocada.
Junto com a mudança de música em 1997, a bebida oficial também foi alterada, do "White Carnation" para o "Belmont Breeze". O The New York Times revisou ambos os coquetéis desfavoravelmente, chamando o Belmont Breeze de "uma melhora significativa em relação ao quase intragável Carnaval Branco", apesar do fato de que "tem gosto de uma refinada punção de lixo". Em 2011, o Belmont Breeze foi novamente alterado para a bebida oficial atual conhecida como "Belmont Jewel".
Embora a origem do cravo branco como a flor oficial das Estacas Belmont seja desconhecida, tradicionalmente, os cravos brancos puros representam amor e sorte. São necessários cerca de 700 cravos "selecionados" importados da Colômbia para criar o cobertor de 40 quilos sobre o vencedor do Belmont Stakes. A NYRA há muito tempo usa a The Pennock Company, uma florista de atacado com sede na Filadélfia, Pensilvânia, para importar os cravos usados para o manto.

## Dia da Corrida
Ocorre 5 semanas após o  Kentucky Derby, e 3 semanas após o Preakness Stakes, em um sábado entre 5 e 11 de junho de cada ano.

## Vencedores
| Ano  | Vencedor           | País                 | Jóquei                    | Treinador (a)           | Proprietário                     | Tempo   |
| 2025 | Sovereignty        | Estados Unidos       | Junior Alvarado           | William I. Mott         | Godolphin                        | 2:00.69 |
| 2024 | Dornoch            | Estados Unidos       | Luis Saez                 | Danny Gargan            | West Paces Racing, et al.        | 2:01.64 |
| 2023 | Arcangelo          | Estados Unidos       | Javier Castellano         | Jena M. Antonucci       | Blue Rose Farm                   | 2:29.23 |
| 2022 | Mo Donegal         | Estados Unidos       | Irad Ortiz Jr.            | Todd Pletcher           | Repole Stable & Donegal Racing   | 2:28.28 |
| 2021 | Essential Quality  | Estados Unidos       | Luis Saez                 | Brad H. Cox             | Godolphin Stables                | 2:27.11 |
| 2020 | Tiz the Law        | Estados Unidos       | Manny Franco              | Barclay Tagg            | Sackatoga Stable                 | 1:46.53 |
| 2019 | Sir Winston        | Estados Unidos       | Joel Rosario              | Mark E. Casse           | Tracy Farmer                     | 2:28.30 |
| 2018 | Justify †          | Estados Unidos       | Mike Smith                | Bob Baffert             | China Horse Club e WinStar Farm  | 2:28.18 |
| 2017 | Tapwrit            | Estados Unidos       | Jose Ortiz                | Todd Pletcher           | Bridlewood Farm & Co.            | 2:30.02 |
| 2016 | Creator            | Estados Unidos       | Irad Ortiz Jr.            | Steve Asmussen          | WinStar Farm LLC                 | 2:28.51 |
| 2015 | American Pharoah † | Estados Unidos       | Victor Espinoza           | Bob Baffert             | Ahmed Zayat & Zayat Stables      | 2:26.65 |
| 2014 | Tonalist           | Estados Unidos       | Joel Rosario              | Christophe Clement      | Robert S. Evans                  | 2:28:52 |
| 2013 | Palace Malice      | Estados Unidos       | Mike Smith                | Todd Pletcher           | Dogwood Stable                   | 2:30.70 |
| 2012 | Union Rags         | Estados Unidos       | John Velazquez            | Michael Matz            | Phyllis M. Wyeth                 | 2:30.42 |
| 2011 | Ruler on Ice       | Estados Unidos       | Jose Valdivia, Jr.        | Kelly Breen             | George and Lori Hall             | 2:30.88 |
| 2010 | Drosselmeyer       | Estados Unidos       | Mike Smith                | William I. Mott         | WinStar Farm LLC                 | 2:31.57 |
| 2009 | Summer Bird        | Estados Unidos       | Kent Desormeaux           | Tim Ice                 | Kalarikkal & Vilasini Jayaraman  | 2:27.54 |
| 2008 | Da' Tara           | Estados Unidos       | Alan Garcia               | Nick Zito               | Robert V. LaPenta                | 2:29.65 |
| 2007 | Rags to Riches ‡   | Estados Unidos       | John Velazquez            | Todd Pletcher           | Michael Tabor & Derrick Smith    | 2:28.74 |
| 2006 | Jazil              | Estados Unidos       | Fernando Jara             | Kiaran McLaughlin       | Shadwell Farm                    | 2:27.81 |
| 2005 | Afleet Alex        | Estados Unidos       | Jeremy Rose               | Tim Ritchey             | Cash is King LLC                 | 2:28.75 |
| 2004 | Birdstone          | Estados Unidos       | Edgar Prado               | Nick Zito               | Marylou Whitney                  | 2:27.50 |
| 2003 | Empire Maker       | Estados Unidos       | Jerry Bailey              | Robert J. Frankel       | Juddmonte Farms                  | 2:28.26 |
| 2002 | Sarava             | Estados Unidos       | Edgar Prado               | Kenneth McPeek          | New Phoenix Stable               | 2:29.71 |
| 2001 | Point Given        | Estados Unidos       | Gary L. Stevens           | Bob Baffert             | The Thoroughbred Corp.           | 2:26.80 |
| 2000 | Commendable        | Estados Unidos       | Pat Day                   | D. Wayne Lukas          | Bob & Beverly Lewis              | 2:31.20 |
| 1999 | Lemon Drop Kid     | Estados Unidos       | Jose Santos               | Scotty Schulhofer       | Jeanne G. Vance                  | 2:27.80 |
| 1998 | Victory Gallop     | Canadá               | Gary L. Stevens           | W. Elliott Walden       | Prestonwood Farm                 | 2:29.00 |
| 1997 | Touch Gol          | Estados Unidos       | Chris McCarron            | David Hofmans           | Frank Stronach                   | 2:28.80 |
| 1996 | Editor's Note      | Estados Unidos       | Rene R. Douglas           | D. Wayne Lukas          | Overbrook Farm                   | 2:28.80 |
| 1995 | Thunder Gulch      | Estados Unidos       | Gary L. Stevens           | D. Wayne Lukas          | Michael Tabor                    | 2:32.00 |
| 1994 | Tabasco Cat        | Estados Unidos       | Pat Day                   | D. Wayne Lukas          | David P. Reynolds/Overbrook Farm | 2:26.80 |
| 1993 | Colonial Affair    | Estados Unidos       | Julie Krone               | Flint S. Schulhofer     | Centennial Farms                 | 2:29.80 |
| 1992 | A. P. Indy         | Estados Unidos       | Eddie Delahoussaye        | Neil Drysdale           | Tomonori Tsurumaki               | 2:26.15 |
| 1991 | Hansel             | Estados Unidos       | Jerry D. Bailey           | Frank L. Brothers       | Lazy Lane Farm                   | 2:28.00 |
| 1990 | Go And Go          | República da Irlanda | Michael Kinane            | Dermot K. Weld          | Moyglare Stud Farm               | 2:27.20 |
| 1989 | Easy Goer          | Estados Unidos       | Pat Day                   | Claude R. McGaughey III | Ogden Phipps                     | 2:26.00 |
| 1988 | Risen Star         | Estados Unidos       | Eddie Delahoussaye        | Louie Roussel III       | Louie Roussel III                | 2'26"40 |
| 1987 | Bet Twice          | Estados Unidos       | Craig Perret              | Jimmy Croll             | Blanche P. Levy                  | 2'28"20 |
| 1986 | Danzig Connection  | Estados Unidos       | Chris McCarron            | Woody Stephens          | Henryk de Kwiatkowski            | 2:29.80 |
| 1985 | Creme Fraiche      | Estados Unidos       | Eddie Maple               | Woody Stephens          | Brushwood Stables                | 2:27.00 |
| 1984 | Swale              | Estados Unidos       | Laffit Pincay, Jr.        | Woody Stephens          | Claiborne Farm                   | 2:27.20 |
| 1983 | Caveat             | Estados Unidos       | Laffit Pincay, Jr.        | Woody Stephens          | August Belmont IV                | 2:27.80 |
| 1982 | Conquistador Cielo | Estados Unidos       | Laffit Pincay, Jr.        | Woody Stephens          | Henryk de Kwiatkowski            | 2:28.20 |
| 1981 | Summing            | Estados Unidos       | George Martens            | Luis Barrera            | Charles T. Wilson, Jr.           | 2:29.00 |
| 1980 | Temperence Hill    | Estados Unidos       | Eddie Maple               | Joseph B. Cantey        | Loblolly Stable                  | 2:29.80 |
| 1979 | Coastal            | Estados Unidos       | Ruben Hernandez           | David A. Whiteley       | William Haggin Perry             | 2:28.60 |
| 1978 | Affirmed †         | Estados Unidos       | Steve Cauthen             | Laz Barrera             | Harbor View Farm                 | 2:26.80 |
| 1977 | Seattle Slew †     | Estados Unidos       | Jean Cruguet              | William H. Turner, Jr.  | Karen L. Taylor                  | 2:29.60 |
| 1976 | Bold Forbes        | Estados Unidos       | Angel Cordero, Jr.        | Laz Barrera             | E. Rodriguez Tizol               | 2:29.00 |
| 1975 | Avatar             | Estados Unidos       | Bill Shoemaker            | A. Tommy Doyle          | Arthur A. Seeligson, Jr.         | 2:28.20 |
| 1974 | Little Current     | Estados Unidos       | Miguel A. Rivera          | Lou Rondinello          | Darby Dan Farm                   | 2:29.20 |
| 1973 | Secretariat †      | Estados Unidos       | Ron Turcotte              | Lucien Laurin           | Meadow Stable                    | 2'24"00 |
| 1972 | Riva Ridge         | Estados Unidos       | Ron Turcotte              | Lucien Laurin           | Meadow Stud                      | 2:28.00 |
| 1971 | Pass Catcher       | Estados Unidos       | Walter Blum               | Eddie Yowell            | October House Farm               | 2:30.40 |
| 1970 | High Echelon       | Estados Unidos       | John Rotz                 | John Jacobs             | Ethel D. Jacobs                  | 2:34.00 |
| 1969 | Arts and Letters   | Estados Unidos       | Braulio Baeza             | J. Elliott Burch        | Rokeby Stables                   | 2:28.80 |
| 1968 | Stage Door Johnny  | Estados Unidos       | Heliodoro Gustines        | John M. Gaver, Sr.      | Greentree Stable                 | 2:27.20 |
| 1967 | Damascus           | Estados Unidos       | Bill Shoemaker            | Frank Y. Whiteley, Jr.  | Edith W. Bancroft                | 2:28.80 |
| 1966 | Amberoid           | Estados Unidos       | William Boland            | Lucien Laurin           | Reginald N. Webster              | 2:29.60 |
| 1965 | Hail To All        | Estados Unidos       | Johnny Sellers            | Eddie Yowell            | Zelda Cohen                      | 2:28.40 |
| 1964 | Quadrangle         | Estados Unidos       | Manuel Ycaza              | J. Elliott Burch        | Rokeby Stables                   | 2:28.40 |
| 1963 | Chateaugay         | Estados Unidos       | Braulio Baeza             | James P. Conway         | Darby Dan Farm                   | 2:30.20 |
| 1962 | Jaipur             | Estados Unidos       | Bill Shoemaker            | Bert Mulholland         | George D. Widener, Jr.           | 2:28.80 |
| 1961 | Sherluck           | Estados Unidos       | Braulio Baeza             | Harold Young            | Jacob Sher                       | 2:29.20 |
| 1960 | Celtic Ash         | Reino Unido          | Bill Hartack              | Thomas J. Barry         | Green Dunes Farm                 | 2:29.20 |
| 1959 | Sword Dancer       | Estados Unidos       | Bill Shoemaker            | J. Elliott Burch        | Brookmeade Stable                | 2:28.40 |
| 1958 | Cavan              | República da Irlanda | Pete D. Anderson          | Tom Barry               | Joseph E. O'Connell              | 2:30.20 |
| 1957 | Gallant Man        | República da Irlanda | Bill Shoemaker            | John A. Nerud           | Ralph Lowe                       | 2:26.60 |
| 1956 | Needles            | Estados Unidos       | David Erb                 | Hugh L. Fontaine        | D & H Stable                     | 2:29.80 |
| 1955 | Nashua             | Estados Unidos       | Eddie Arcaro              | James E. Fitzsimmons    | Belair Stud                      | 2:29.00 |
| 1954 | High Gun           | Estados Unidos       | Eric Guerin               | Maximilian Hirsch       | King Ranch                       | 2:30.80 |
| 1953 | Native Dancer      | Estados Unidos       | Eric Guerin               | William C. Winfrey      | Alfred G. Vanderbilt II          | 2:28.60 |
| 1952 | One Count          | Estados Unidos       | Eddie Arcaro              | Oscar White             | Mrs. Walter M. Jeffords          | 2:30.20 |
| 1951 | Counterpoint       | Estados Unidos       | David Gorman              | Sylvester Veitch        | Cornelius Vanderbilt Whitney     | 2:29.00 |
| 1950 | Middleground       | Estados Unidos       | William Boland            | Maximilian Hirsch       | King Ranch                       | 2:28.60 |
| 1949 | Capot              | Estados Unidos       | Ted Atkinson              | John M. Gaver, Sr.      | Greentree Stable                 | 2:30.20 |
| 1948 | Citation †         | Estados Unidos       | Eddie Arcaro              | Horace A. Jones         | Calumet Farm                     | 2:28.20 |
| 1947 | Phalanx            | Estados Unidos       | Ruperto Donoso            | Sylvester Veitch        | Cornelius Vanderbilt Whitney     | 2:29.40 |
| 1946 | Assault †          | Estados Unidos       | Warren Mehrtens           | Max Hirsch              | King Ranch                       | 2:30.80 |
| 1945 | Pavot              | Estados Unidos       | Eddie Arcaro              | Oscar White             | Walter M. Jeffords               | 2.30.20 |
| 1944 | Bounding Home      | Estados Unidos       | G.L. Smith                | Matt Brady              | William Ziegler, Jr.             | 2:32.20 |
| 1943 | Count Fleet †      | Estados Unidos       | Johnny Longden            | G. Donald Cameron       | Fannie Hertz                     | 2:28.20 |
| 1942 | Shut Out           | Estados Unidos       | Eddie Arcaro              | John M. Gaver, Sr.      | Greentree Stable                 | 2:29.20 |
| 1941 | Whirlaway †        | Estados Unidos       | Eddie Arcaro              | Ben A. Jones            | Calumet Farm                     | 2:31.00 |
| 1940 | Bimelech           | Estados Unidos       | Fred A. Smith             | William Hurley          | Edward R. Bradley                | 2:29.60 |
| 1939 | Johnstown          | Estados Unidos       | James Stout               | James E. Fitzsimmons    | Belair Stud                      | 2:29.60 |
| 1938 | Pasteurized        | Estados Unidos       | James Stout               | George M. Odom          | Mrs. Plunkett Stewart            | 2:29.40 |
| 1937 | War Admiral †      | Estados Unidos       | Charley Kurtsinger        | George Conway           | Glen Riddle Farm                 | 2:28.60 |
| 1936 | Granville          | Estados Unidos       | James Stout               | James E. Fitzsimmons    | Belair Stud                      | 2:30.00 |
| 1935 | Omaha †            | Estados Unidos       | William "Smokey" Saunders | James E. Fitzsimmons    | Belair Stud                      | 2:30.60 |
| 1934 | Peace Chance       | Estados Unidos       | Wayne D. Wright           | Pete Coyne              | Joseph E. Widener                | 2:29.20 |
| 1933 | Hurryoff           | Estados Unidos       | Mack Garner               | Henry McDaniel          | Joseph E. Widener                | 2:32.60 |
| 1932 | Faireno            | Estados Unidos       | Tom Malley                | Jim Fitzsimmons         | Belair Stud                      | 2:32.80 |
| 1931 | Twenty Grand       | Estados Unidos       | Charley Kurtsinger        | James G. Rowe, Jr.      | Greentree Stable                 | 2:29.60 |
| 1930 | Gallant Fox †      | Estados Unidos       | Earl Sande                | James E. Fitzsimmons    | Belair Stud                      | 2:31.60 |
| 1929 | Blue Larkspur      | Estados Unidos       | Mack Garner               | Herbert J. Thompson     | Edward R. Bradley                | 2:32.80 |
| 1928 | Vito               | Estados Unidos       | Clarence Kummer           | Max Hirsch              | Alfred H. Cosden                 | 2:33.20 |
| 1927 | Chance Shot        | Estados Unidos       | Earl Sande                | Pete Coyne              | Joseph E. Widener                | 2:32.40 |
| 1926 | Crusader           | Estados Unidos       | Albert Johnson            | George Conway           | Glen Riddle Farm                 | 2:32.20 |
| 1925 | American Flag      | Estados Unidos       | Albert Johnson            | Gwyn R. Tompkins        | Glen Riddle Farm                 | 2:16.80 |
| 1924 | Mad Play           | Estados Unidos       | Earl Sande                | Sam Hildreth            | Rancocas Stable                  | 2:18.80 |
| 1923 | Zev                | Estados Unidos       | Earl Sande                | Sam Hildreth            | Rancocas Stable                  | 2:19.00 |
| 1922 | Pillory            | Estados Unidos       | C. H. Miller              | T. J. Healey            | Richard Thornton Wilson, Jr.     | 2:18.80 |
| 1921 | Grey Lag           | Estados Unidos       | Earl Sande                | Sam Hildreth            | Rancocas Stable                  | 2:16.80 |
| 1920 | Man o' War         | Estados Unidos       | Clarence Kummer           | Louis Feustel           | Glen Riddle Farm                 | 2:14.20 |
| 1919 | Sir Barton †       | Estados Unidos       | Johnny Loftus             | H. Guy Bedwell          | J. K. L. Ross                    | 2:17.40 |
| 1918 | Johren             | Reino Unido          | Frank Robinson            | Albert Simons           | Harry Payne Whitney              | 2:20.40 |
| 1917 | Hourless           | Reino Unido          | James H. Butwell          | Sam Hildreth            | August Belmont, Jr.              | 2:17.80 |
| 1916 | Friar Rock         | Estados Unidos       | E. Haynes                 | Sam Hildreth            | August Belmont, Jr.              | 2:22.00 |
| 1915 | The Finn           | Estados Unidos       | George Byrne              | E. W. Heffner           | H. C. Hallenbeck                 | 2:18.40 |
| 1914 | Luke Mcluke        | Estados Unidos       | Merritt Buxton            | J. F. Schorr            | John W. Schorr                   | 2:20.00 |
| 1913 | Prince Eugene      | Estados Unidos       | Roscoe Troxler            | James G. Rowe, Sr.      | Harry Payne Whitney              | 2:18.00 |
| 1910 | Sweep              | Estados Unidos       | James H. Butwell          | James G. Rowe, Sr.      | James R. Keene                   | 2:22.00 |
| 1909 | Joe Madden         | Estados Unidos       | Eddie Dugan               | Sam Hildreth            | Sam Hildreth                     | 2:21.60 |
| 1908 | Colin              | Estados Unidos       | Joe Notter                | James G. Rowe, Sr.      | James R. Keene                   | N/A     |
| 1907 | Peter Pan I        | Estados Unidos       | G. Mountain               | James G. Rowe, Sr.      | James R. Keene                   | N/A     |
| 1906 | Burgomaster        | Estados Unidos       | Lucien Lyne               | John W. Rogers          | Harry Payne Whitney              | 2:20.00 |
| 1905 | Tanya              | Estados Unidos       | Gene Hildebrand           | John W. Rogers          | Harry Payne Whitney              | 2:08.00 |
| 1904 | Delhi              | Estados Unidos       | George M. Odom            | James G. Rowe, Sr.      | James R. Keene                   | 2:06.60 |
| 1903 | Africander         | Estados Unidos       | John Bullman              | R. O. Miller            | Hampton Stable                   | 2:21.75 |
| 1902 | Masterman          | Estados Unidos       | John Bullman              | John J. Hyland          | August Belmont, Jr.              | 2:22.60 |
| 1901 | Commando           | Estados Unidos       | H. Spencer                | James G. Rowe, Sr.      | James R. Keene                   | 2:21.00 |
| 1900 | Ildrim             | Estados Unidos       | Nash Turner               | H. Eugene Leigh         | H. Eugene Leigh                  | 2:21.25 |
| 1899 | Jean Bereaud       | Estados Unidos       | R. Clawson                | Sam Hildreth            | Sydney Paget                     | 2:23.00 |
| 1898 | Bowling Brook      | Reino Unido          | Fred Littlefield          | Robert W. Walden        | A. H. & D. H. Morris             | 2:32.00 |
| 1897 | Scottish Chieftain | Estados Unidos       | J. Scherrer               | Matt Byrnes             | Marcus Daly                      | 2:23.25 |
| 1896 | Hastings           | Estados Unidos       | Henry Griffin             | John J. Hyland          | Blemton Stable                   | 2:24.50 |
| 1895 | Belmar             | Estados Unidos       | Fred Taral                | Edward Feakes           | Preakness Stables                | 2:11.50 |
| 1894 | Henry of Navarre   | Estados Unidos       | Willie Simms              | Byron McClelland        | Byron McClelland                 | 1:56.50 |
| 1893 | Commanche          | Estados Unidos       | Willie Simms              | Gus Hannon              | Empire Stable                    | 1:53.25 |
| 1892 | Patron             | Estados Unidos       | William Hayward           | Lewis Stuart            | J. Stuart                        | 2:12.00 |
| 1891 | Foxford            | Estados Unidos       | Edward R. Garrison        | M. Donavan              | C. E. Rand                       | 2:08.75 |
| 1890 | Burlington         | Estados Unidos       | Pike Barnes               | Albert Cooper           | Hough Bros.                      | 2:07.75 |
| 1889 | Eric               | Estados Unidos       | William Hayward           | John Huggins            | Alexander Cassatt                | 2:47.25 |
| 1888 | Sir Dixon          | Estados Unidos       | Jim McLaughlin            | Frank McCabe            | Dwyer Brothers Stable            | 2:40.25 |
| 1887 | Hanover            | Estados Unidos       | Jim McLaughlin            | Frank McCabe            | Dwyer Brothers Stable            | 2:43.50 |
| 1886 | Inspector B        | Estados Unidos       | Jim McLaughlin            | Frank McCabe            | Dwyer Brothers Stable            | 2:41.00 |
| 1885 | Tyrant             | Estados Unidos       | Paul Duffy                | C. Claypool             | James Ben Ali Haggin             | 2:43.00 |
| 1884 | Panique            | Estados Unidos       | Jim McLaughlin            | James G. Rowe, Sr.      | Dwyer Brothers Stable            | 2:42.00 |
| 1883 | George Kinney      | Estados Unidos       | Jim McLaughlin            | James G. Rowe, Sr.      | Dwyer Brothers Stable            | 2:42.50 |
| 1882 | Forester           | Estados Unidos       | Jim McLaughlin            | Lewis Stuart            | Appleby & Johnson                | 2:43.00 |
| 1881 | Saunterer          | Estados Unidos       | T. Costello               | Robert W. Walden        | George L. Lorillard              | 2:47.00 |
| 1880 | Grenada            | Estados Unidos       | W. Hughes                 | Robert W. Walden        | George L. Lorillard              | 2:47.00 |
| 1879 | Spendthrift        | Estados Unidos       | George Evans              | Thomas Puryear          | James R. Keene                   | 2:42.75 |
| 1878 | Duke of Magenta    | Estados Unidos       | W. Hughes                 | Robert W. Walden        | George L. Lorillard              | 2:43.50 |
| 1877 | Cloverbrook        | Estados Unidos       | C. Holloway               | Jeter Walden            | E. A. Clabaugh                   | 2:46.00 |
| 1876 | Algerine           | Estados Unidos       | Billy Donohue             | Major T. W. Doswell     | Doswell & Co.                    | 2:40.50 |
| 1875 | Calvin             | Estados Unidos       | Bobby Swim                | Ansel Williamson        | Hal P. McGrath                   | 2:42.25 |
| 1874 | Saxon              | Reino Unido          | George Barbee             | W. Prior                | Pierre Lorillard IV              | 2:39.50 |
| 1873 | Springbok          | Estados Unidos       | James G. Rowe, Sr.        | David McDaniel          | David McDaniel                   | 3:01.75 |
| 1872 | Joe Daniels        | Estados Unidos       | James G. Rowe, Sr.        | David McDaniel          | David McDaniel                   | 2:58.25 |
| 1871 | Harry Bassett      | Estados Unidos       | Walter Miller             | David McDaniel          | David McDaniel                   | 2:56.00 |
| 1870 | Kingfisher         | Estados Unidos       | Edward D. Brown           | Rollie Colston          | Daniel Swigert                   | 2:59.50 |
| 1869 | Fenian             | Estados Unidos       | C. Miller                 | Jacob Pincus            | August Belmont                   | 3:04.25 |
| 1868 | General Duke       | Estados Unidos       | Bobby Swim                | A. Thompson             | McConnell & Co.                  | 3:02.00 |
| 1867 | Ruthless ‡         | Estados Unidos       | Gilbert Patrick           | A. J. Minor             | Francis Morris                   | 3:05.00 |

A † designa um Triplice Coroado 

A ‡ designa uma egua.

## Números e recordes
Jockey com mais vitórias
- 6 – Jim McLaughlin (1882, 1883, 1884, 1886, 1887, 1888)
- 6 - Eddie Arcaro (1941, 1942, 1945, 1948, 1952, 1955)

Treinador com mais vitórias
- 8 – James G. Rowe Sr.

Dono com mais vitórias
- 6 – Belair Stud (1930, 1932, 1935, 1936, 1939, 1955)
- 6 – James R. Keene (1879, 1901, 1904, 1907, 1908, 1910)

Maior margem de vitória
- 31 corpos - Secretariat (1973)

## Transmissões na TV
De 1986 a 2005, os direitos televisivos da Triple Crown abrangiam um único pacote. No final de 2004, a New York Racing Association retirou esse acordo para negociar de forma independente. Como resultado a NBC, que era a detentora dos direitos para todos os três eventos, só foi capaz de manter seus direitos de transmissão para o Kentucky Derby e o Preakness Stakes. A ABC recuperou os direitos do Belmont Stakes como parte de um contrato de cinco anos que expirou após a corrida de 2010; Desde então, a NBC recuperou os direitos da corrida até 2020.
- CBS Sports 1960–1985[31]
- ABC Sports 1986–2000
- NBC Sports 2001–2005, 2011–2020[32][33]
- ESPN na ABC 2006–2010[30]